# Чемпионат мира по хоккею с шайбой среди молодёжных команд 2013
Чемпионат мира по хоккею с шайбой среди молодёжных команд 2013 года — 37-й турнир молодёжного чемпионата мира под эгидой ИИХФ, проходивший с 26 декабря 2012 года по 5 января 2013 года в Уфе, Россия. Сборная США стала чемпионом и завоевала свой третий титул, одолев в финале сборную Швеции со счётом 3:1. Бронзовую медаль выиграла сборная России, победившая в борьбе за медаль сборную Канады — 6:5 в овертайме. Тем самым молодёжная сборная Канады впервые за 14 лет осталась без медалей чемпионата мира.
Самым ценным игроком чемпионата был признан Джон Гибсон, который также стал лучшим вратарём турнира. Лучшим бомбардиром стал Райан Нюджент-Хопкинс, набравший 15 (4+11) очков за результативность. Кроме этого, он стал и лучшим нападающим чемпионата.
Всего в молодёжном чемпионате мира 2013 года приняли участие 40 сборных, которые были поделены на главный турнир, где играли 10 команд, и три дивизиона, проводимые по круговой системе. Сборная ОАЭ дебютировала на турнире.

## Арены
На предварительном этапе матчи группы A проходили во Дворце спорта, а матчи группы B в «Уфа-Арена». Матчи утешительного раунда прошли во Дворце спорта. Все матчи плей-офф, включая матч за пятое место, прошли в «Уфа-Арена».
| Уфа-Арена Вместимость: 8 070 | Дворец спорта Вместимость: 4 043 |
| ---------------------------- | -------------------------------- |
|                              |                                  |
| Россия — Уфа                 |                                  |

## Участвующие команды
В чемпионате принимали участие 10 национальных команд — восемь из Европы и две из Северной Америки. Сборная Германии пришла из первого дивизиона, остальные — с прошлого турнира ТОП-дивизиона.
| Европа - Чехия* - Словакия* - Финляндия* - Германия^ - Россия× | - Швеция* - Латвия* - Швейцария* Северная Америка - Канада* - США* |  |

* = 9 команд автоматически квалифицировались в высший дивизион по итогам чемпионата мира 2012 года
^ = Команда перешла в высший дивизион по итогам первого дивизиона чемпионата мира 2012 года
× = Квалифицировались как хозяева чемпионата 

## Судьи
ИИХФ утвердила 12 главных и 10 линейных судей для обслуживания матчей чемпионата мира по хоккею с шайбой среди молодёжных команд 2013 года.
| Главные судьи - Гарри Думас - Стив Патафи - Роман Гофман - Сергей Кулаков - Павел Годек - Георгий Яблуков - Яри Левонен - Дидье Масси - Даниэль Штрикер - Микаэль Норд - Микаэль Шёквист - Пэт Смит | Линейные судьи - Франсуа Дюссарель - Томми Джордж - Тобиас Хастер - Райвис Ючерс - Роман Кадерли - Маси Пуолакка - Станислав Раминг - Дмитрий Сивов - Антон Семёнов - Петер Штанё |  |

## Предварительный этап

### Группа A
| М | Сборная   | И | В | ВО | ПО | П | ШЗ | ШП | РШ  | О  | Итог                           |
| - | --------- | - | - | -- | -- | - | -- | -- | --- | -- | ------------------------------ |
| 1 | Швеция    | 4 | 3 | 1  | 0  | 0 | 19 | 8  | +11 | 11 | Выходит в полуфинал            |
| 2 | Чехия     | 4 | 2 | 1  | 0  | 1 | 12 | 10 | +2  | 8  | Выходят в четвертьфинал        |
| 3 | Швейцария | 4 | 1 | 0  | 3  | 0 | 16 | 14 | +2  | 6  | Выходят в четвертьфинал        |
| 4 | Финляндия | 4 | 1 | 1  | 0  | 2 | 15 | 15 | 0   | 5  | Переходят в утешительный раунд |
| 5 | Латвия    | 4 | 0 | 0  | 0  | 4 | 6  | 21 | −15 | 0  | Переходят в утешительный раунд |

Время местное (UTC+6).
| 2012-12-26 13:30 | Латвия | 1:5 (1:3, 0:2, 0:0) | Финляндия | Дворец спорта Зрителей: 1457 |

| Отчёт  | Отчёт | Отчёт  | Отчёт | Отчёт                                                                            |
| ------ | ----- | ------ | ----- | -------------------------------------------------------------------------------- |
|        |       |        |       |                                                                                  |
|        |       |        |       | Судьи: Павел Годек Микаэль Шёквист Линейные судьи: Франсуа Дюссарель Петер Штанё |
|        |       |        |       |                                                                                  |
|        |       |        |       |                                                                                  |
|        |       |        |       |                                                                                  |
|        |       |        |       |                                                                                  |
|        |       |        |       |                                                                                  |
| 16 мин | Штраф | 16 мин |       |                                                                                  |
|        |       |        |       |                                                                                  |
|        | 12    | Броски | 44    |                                                                                  |

| 2012-12-26 18:00 | Чехия | 1:4 (0:2, 0:1, 1:1) | Швеция | Дворец спорта Зрителей: 1921 |

| Отчёт  | Отчёт | Отчёт  | Отчёт | Отчёт                                                                                |
| ------ | ----- | ------ | ----- | ------------------------------------------------------------------------------------ |
|        |       |        |       |                                                                                      |
|        |       |        |       | Судьи: Георгий Яблуков Сергей Кулаков Линейные судьи: Станислав Раминг Дмитрий Сивов |
|        |       |        |       |                                                                                      |
|        |       |        |       |                                                                                      |
|        |       |        |       |                                                                                      |
|        |       |        |       |                                                                                      |
|        |       |        |       |                                                                                      |
| 16 мин | Штраф | 20 мин |       |                                                                                      |
|        |       |        |       |                                                                                      |
|        | 26    | Броски | 41    |                                                                                      |

| 2012-12-27 18:00 | Швейцария | 7:2 (2:1, 3:1, 2:0) | Латвия | Дворец спорта Зрителей: 1135 |

| Отчёт  | Отчёт | Отчёт  | Отчёт | Отчёт                                                                         |
| ------ | ----- | ------ | ----- | ----------------------------------------------------------------------------- |
|        |       |        |       |                                                                               |
|        |       |        |       | Судьи: Яри Левонен Микаэль Норд Линейные судьи: Томми Джордж Станислав Раминг |
|        |       |        |       |                                                                               |
|        |       |        |       |                                                                               |
|        |       |        |       |                                                                               |
|        |       |        |       |                                                                               |
|        |       |        |       |                                                                               |
| 12 мин | Штраф | 10 мин |       |                                                                               |
|        |       |        |       |                                                                               |
|        | 39    | Броски | 23    |                                                                               |

| 2012-12-28 13:30 | Финляндия | 1:3 (0:2, 1:0, 0:1) | Чехия | Дворец спорта Зрителей: 2543 |

| Отчёт | Отчёт | Отчёт  | Отчёт | Отчёт                                                                          |
| ----- | ----- | ------ | ----- | ------------------------------------------------------------------------------ |
|       |       |        |       |                                                                                |
|       |       |        |       | Судьи: Гарри Думас Стив Патафи Линейные судьи: Франсуа Дюссарель Дмитрий Сивов |
|       |       |        |       |                                                                                |
|       |       |        |       |                                                                                |
|       |       |        |       |                                                                                |
|       |       |        |       |                                                                                |
|       |       |        |       |                                                                                |
| 8 мин | Штраф | 12 мин |       |                                                                                |
|       |       |        |       |                                                                                |
|       | 30    | Броски | 21    |                                                                                |

| 2012-12-28 18:00 | Швеция | 3:2 (Б) (0:1, 1:1, 1:0, 0:0, 1:0) | Швейцария | Дворец спорта Зрителей: 2359 |

| Отчёт | Отчёт | Отчёт  | Отчёт | Отчёт                                                                        |
| ----- | ----- | ------ | ----- | ---------------------------------------------------------------------------- |
|       |       |        |       |                                                                              |
|       |       |        |       | Судьи: Роман Гофман Георгий Яблуков Линейные судьи: Томми Джордж Петер Штанё |
|       |       |        |       |                                                                              |
|       |       |        |       |                                                                              |
|       |       |        |       |                                                                              |
|       |       |        |       |                                                                              |
|       |       |        |       |                                                                              |
| 4 мин | Штраф | 10 мин |       |                                                                              |
|       |       |        |       |                                                                              |
|       | 39    | Броски | 31    |                                                                              |

| 2012-12-29 18:00 | Латвия | 1:5 (0:1, 1:1, 0:3) | Швеция | Дворец спорта Зрителей: 1856 |

| Отчёт  | Отчёт | Отчёт  | Отчёт | Отчёт                                                                                 |
| ------ | ----- | ------ | ----- | ------------------------------------------------------------------------------------- |
|        |       |        |       |                                                                                       |
|        |       |        |       | Судьи: Дидье Масси Даниэль Штрикер Линейные судьи: Франсуа Дюссарель Станислав Раминг |
|        |       |        |       |                                                                                       |
|        |       |        |       |                                                                                       |
|        |       |        |       |                                                                                       |
|        |       |        |       |                                                                                       |
|        |       |        |       |                                                                                       |
| 30 мин | Штраф | 22 мин |       |                                                                                       |
|        |       |        |       |                                                                                       |
|        | 21    | Броски | 46    |                                                                                       |

| 2012-12-30 13:30 | Финляндия | 5:4 (Б) (0:2, 2:0, 2:2, 0:0, 1:0) | Швейцария | Дворец спорта Зрителей: 2354 |

| Отчёт  | Отчёт | Отчёт  | Отчёт | Отчёт                                                                    |
| ------ | ----- | ------ | ----- | ------------------------------------------------------------------------ |
|        |       |        |       |                                                                          |
|        |       |        |       | Судьи: Сергей Кулаков Пэт Смит Линейные судьи: Дмитрий Сивов Петер Штанё |
|        |       |        |       |                                                                          |
|        |       |        |       |                                                                          |
|        |       |        |       |                                                                          |
|        |       |        |       |                                                                          |
|        |       |        |       |                                                                          |
| 10 мин | Штраф | 24 мин |       |                                                                          |
|        |       |        |       |                                                                          |
|        | 57    | Броски | 23    |                                                                          |

| 2012-12-30 18:00 | Чехия | 4:2 (1:1, 1:0, 2:1) | Латвия | Дворец спорта Зрителей: 1756 |

| Отчёт  | Отчёт | Отчёт  | Отчёт | Отчёт                                                                          |
| ------ | ----- | ------ | ----- | ------------------------------------------------------------------------------ |
|        |       |        |       |                                                                                |
|        |       |        |       | Судьи: Роман Гофман Георгий Яблуков Линейные судьи: Томми Джордж Тобиас Хастер |
|        |       |        |       |                                                                                |
|        |       |        |       |                                                                                |
|        |       |        |       |                                                                                |
|        |       |        |       |                                                                                |
|        |       |        |       |                                                                                |
| 12 мин | Штраф | 16 мин |       |                                                                                |
|        |       |        |       |                                                                                |
|        | 40    | Броски | 20    |                                                                                |

| 2012-12-31 13:30 | Швейцария | 3:4 (OT) (1:1, 0:2, 2:0, 0:1) | Чехия | Дворец спорта Зрителей: 1754 |

| Отчёт | Отчёт | Отчёт  | Отчёт | Отчёт                                                                      |
| ----- | ----- | ------ | ----- | -------------------------------------------------------------------------- |
|       |       |        |       |                                                                            |
|       |       |        |       | Судьи: Яри Левонен Стив Патафи Линейные судьи: Тобиас Хастер Дмитрий Сивов |
|       |       |        |       |                                                                            |
|       |       |        |       |                                                                            |
|       |       |        |       |                                                                            |
|       |       |        |       |                                                                            |
|       |       |        |       |                                                                            |
| 6 мин | Штраф | 10 мин |       |                                                                            |
|       |       |        |       |                                                                            |
|       | 29    | Броски | 31    |                                                                            |

| 2012-12-31 18:00 | Швеция | 7:4 (3:1, 2:2, 2:1) | Финляндия | Дворец спорта Зрителей: 1543 |

| Отчёт  | Отчёт | Отчёт  | Отчёт | Отчёт                                                                        |
| ------ | ----- | ------ | ----- | ---------------------------------------------------------------------------- |
|        |       |        |       |                                                                              |
|        |       |        |       | Судьи: Роман Гофман Пэт Смит Линейные судьи: Франсуа Дюссарель Антон Семёнов |
|        |       |        |       |                                                                              |
|        |       |        |       |                                                                              |
|        |       |        |       |                                                                              |
|        |       |        |       |                                                                              |
|        |       |        |       |                                                                              |
| 26 мин | Штраф | 30 мин |       |                                                                              |
|        |       |        |       |                                                                              |
|        | 42    | Броски | 38    |                                                                              |

### Группа B
| М | Сборная  | И | В | ВО | ПО | П | ШЗ | ШП | РШ  | О  | Итог                           |
| - | -------- | - | - | -- | -- | - | -- | -- | --- | -- | ------------------------------ |
| 1 | Канада   | 4 | 4 | 0  | 0  | 0 | 21 | 8  | +13 | 12 | Выходит в полуфинал            |
| 2 | Россия   | 4 | 2 | 1  | 0  | 1 | 13 | 7  | +6  | 8  | Выходят в четвертьфинал        |
| 3 | США      | 4 | 2 | 0  | 0  | 2 | 19 | 7  | +12 | 6  | Выходят в четвертьфинал        |
| 4 | Словакия | 4 | 0 | 1  | 1  | 2 | 10 | 19 | −9  | 3  | Переходят в утешительный раунд |
| 5 | Германия | 4 | 0 | 0  | 1  | 3 | 4  | 26 | −22 | 1  | Переходят в утешительный раунд |

Время местное (UTC+6).
| 2012-12-26 15:30 | Германия | 3:9 (1:2, 2:5, 0:2) | Канада | Уфа-Арена Зрителей: 3618 |

| Отчёт  | Отчёт | Отчёт  | Отчёт | Отчёт                                                                      |
| ------ | ----- | ------ | ----- | -------------------------------------------------------------------------- |
|        |       |        |       |                                                                            |
|        |       |        |       | Судьи: Гарри Думас Роман Гофман Линейные судьи: Райвис Ючерс Антон Семёнов |
|        |       |        |       |                                                                            |
|        |       |        |       |                                                                            |
|        |       |        |       |                                                                            |
|        |       |        |       |                                                                            |
|        |       |        |       |                                                                            |
| 10 мин | Штраф | 8 мин  |       |                                                                            |
|        |       |        |       |                                                                            |
|        | 28    | Броски | 46    |                                                                            |

| 2012-12-26 20:00 | Словакия | 2:3 (OT) (0:1, 1:1, 1:0, 0:1) | Россия | Уфа-Арена Зрителей: 6221 |

| Отчёт                                                                         | Отчёт                   | Отчёт | Отчёт                            | Отчёт                                                                          |
| ----------------------------------------------------------------------------- | ----------------------- | --- | -------------------------------- | ------------------------------------------------------------------------------ |
|                                                                               |                         | |                                  |                                                                                |
|                                                                               | Адам Надь — 00:00-64:50 | Вратари | 00:00-64:50 — Андрей Василевский | Судьи: Дидье Масси Даниэль Штрикер Линейные судьи: Тобиас Хастер Роман Кадерли |
|                                                                               | Голы:                   | |                                  | Судьи: Дидье Масси Даниэль Штрикер Линейные судьи: Тобиас Хастер Роман Кадерли |
| Матуш Матис — 34:13 (Т. Микуш, М. Данё) Рихард Мраз (бол.) — 59:24 (Д. Гудец) | 0:1 0:2 1:2 2:2 2:3     | 14:04 — Никита Кучеров (М. Григоренко) 28:28 — Александр Хохлачёв (А. Сигарёв, Н. Якупов) 64:50 — Альберт Яруллин (бол.) (Н. Нестеров) |                                  | Судьи: Дидье Масси Даниэль Штрикер Линейные судьи: Тобиас Хастер Роман Кадерли |
|                                                                               |                         | |                                  | Судьи: Дидье Масси Даниэль Штрикер Линейные судьи: Тобиас Хастер Роман Кадерли |
|                                                                               |                         | |                                  | Судьи: Дидье Масси Даниэль Штрикер Линейные судьи: Тобиас Хастер Роман Кадерли |
|                                                                               |                         | |                                  | Судьи: Дидье Масси Даниэль Штрикер Линейные судьи: Тобиас Хастер Роман Кадерли |
| 10 мин                                                                        | Штраф                   | 10 мин |                                  | Судьи: Дидье Масси Даниэль Штрикер Линейные судьи: Тобиас Хастер Роман Кадерли |
|                                                                               |                         | |                                  |                                                                                |
|                                                                               | 34                      | Броски | 27                               |                                                                                |

| 2012-12-27 20:00 | США | 8:0 (3:0, 3:0, 2:0) | Германия | Уфа-Арена Зрителей: 1378 |

| Отчёт  | Отчёт | Отчёт  | Отчёт | Отчёт                                                                      |
| ------ | ----- | ------ | ----- | -------------------------------------------------------------------------- |
|        |       |        |       |                                                                            |
|        |       |        |       | Судьи: Сергей Кулаков Пэт Смит Линейные судьи: Роман Кадерли Маси Пуолакка |
|        |       |        |       |                                                                            |
|        |       |        |       |                                                                            |
|        |       |        |       |                                                                            |
|        |       |        |       |                                                                            |
|        |       |        |       |                                                                            |
| 14 мин | Штраф | 12 мин |       |                                                                            |
|        |       |        |       |                                                                            |
|        | 46    | Броски | 26    |                                                                            |

| 2012-12-28 15:30 | Канада | 6:3 (0:2, 4:1, 2:0) | Словакия | Уфа-Арена Зрителей: 2818 |

| Отчёт  | Отчёт | Отчёт  | Отчёт | Отчёт                                                                     |
| ------ | ----- | ------ | ----- | ------------------------------------------------------------------------- |
|        |       |        |       |                                                                           |
|        |       |        |       | Судьи: Павел Годек Яри Левонен Линейные судьи: Тобиас Хастер Райвис Ючерс |
|        |       |        |       |                                                                           |
|        |       |        |       |                                                                           |
|        |       |        |       |                                                                           |
|        |       |        |       |                                                                           |
|        |       |        |       |                                                                           |
| 58 мин | Штраф | 10 мин |       |                                                                           |
|        |       |        |       |                                                                           |
|        | 30    | Броски | 28    |                                                                           |

| 2012-12-28 20:00 | Россия | 2:1 (1:0, 0:1, 1:0) | США | Уфа-Арена Зрителей: 7620 |

| Отчёт | Отчёт                        | Отчёт                                       | Отчёт                     | Отчёт                                                                           |
| --- | ---------------------------- | ------------------------------------------- | ------------------------- | ------------------------------------------------------------------------------- |
| |                              |                                             |                           |                                                                                 |
| | Андрей Макаров — 00:00-60:00 | Вратари                                     | 00:00-59:09 — Джон Гибсон | Судьи: Микаэль Норд Микаэль Шёквист Линейные судьи: Маси Пуолакка Антон Семёнов |
| | Голы:                        |                                             |                           | Судьи: Микаэль Норд Микаэль Шёквист Линейные судьи: Маси Пуолакка Антон Семёнов |
| Альберт Яруллин (бол.) — 02:42 (Н. Нестеров, Н. Якупов) Владимир Ткачёв — 44:10 (В. Ничушкин, А. Сергеев) | 1:0 1:1 2:1                  | 33:18 — Джейкоб Труба (бол.) (А. Гальченюк) |                           | Судьи: Микаэль Норд Микаэль Шёквист Линейные судьи: Маси Пуолакка Антон Семёнов |
| |                              |                                             |                           | Судьи: Микаэль Норд Микаэль Шёквист Линейные судьи: Маси Пуолакка Антон Семёнов |
| |                              |                                             |                           | Судьи: Микаэль Норд Микаэль Шёквист Линейные судьи: Маси Пуолакка Антон Семёнов |
| |                              |                                             |                           | Судьи: Микаэль Норд Микаэль Шёквист Линейные судьи: Маси Пуолакка Антон Семёнов |
| 18 мин | Штраф                        | 8 мин                                       |                           | Судьи: Микаэль Норд Микаэль Шёквист Линейные судьи: Маси Пуолакка Антон Семёнов |
| |                              |                                             |                           |                                                                                 |
| | 30                           | Броски                                      | 42                        |                                                                                 |

| 2012-12-29 20:00 | Германия | 0:7 (0:3, 0:1, 0:3) | Россия | Уфа-Арена Зрителей: 7025 |

| Отчёт | Отчёт                       | Отчёт | Отчёт                            | Отчёт                                                                     |
| ----- | --------------------------- | --- | -------------------------------- | ------------------------------------------------------------------------- |
|       |                             | |                                  |                                                                           |
|       | Марвин Кюппер — 00:00-60:00 | Вратари | 00:00-60:00 — Андрей Василевский | Судьи: Павел Годек Стив Патафи Линейные судьи: Райвис Ючерс Роман Кадерли |
|       | Голы:                       | |                                  | Судьи: Павел Годек Стив Патафи Линейные судьи: Райвис Ючерс Роман Кадерли |
|       | 0:1 0:2 0:3 0:4 0:5 0:6 0:7 | 01:18 — Никита Кучеров (М. Григоренко, А. Слепышев) 09:37 — Наиль Якупов (А. Хохлачёв) 12:38 — Даниил Жарков (А. Хохлачёв, Н. Якупов) 33:57 — Альберт Яруллин (бол.) (М. Григоренко, Н. Кучеров) 42:43 — Ярослав Косов (А. Миронов) 53:33 — Ярослав Косов 58:05 — Ярослав Косов (мен.) (М. Шалунов) |                                  | Судьи: Павел Годек Стив Патафи Линейные судьи: Райвис Ючерс Роман Кадерли |
|       |                             | |                                  | Судьи: Павел Годек Стив Патафи Линейные судьи: Райвис Ючерс Роман Кадерли |
|       |                             | |                                  | Судьи: Павел Годек Стив Патафи Линейные судьи: Райвис Ючерс Роман Кадерли |
|       |                             | |                                  | Судьи: Павел Годек Стив Патафи Линейные судьи: Райвис Ючерс Роман Кадерли |
| 8 мин | Штраф                       | 6 мин |                                  | Судьи: Павел Годек Стив Патафи Линейные судьи: Райвис Ючерс Роман Кадерли |
|       |                             | |                                  |                                                                           |
|       | 41                          | Броски | 43                               |                                                                           |

| 2012-12-30 15:30 | Канада | 2:1 (2:0, 0:0, 0:1) | США | Уфа-Арена Зрителей: 6985 |

| Отчёт  | Отчёт       | Отчёт  | Отчёт | Отчёт                                                                             |
| ------ | ----------- | ------ | ----- | --------------------------------------------------------------------------------- |
|        |             |        |       |                                                                                   |
|        |             |        |       | Судьи: Дидье Масси Даниэль Штрикер Линейные судьи: Маси Пуолакка Станислав Раминг |
|        | Голы:       |        |       |                                                                                   |
|        | 1:0 2:0 2:1 |        |       |                                                                                   |
|        |             |        |       |                                                                                   |
|        |             |        |       |                                                                                   |
|        |             |        |       |                                                                                   |
| 14 мин | Штраф       | 34 мин |       |                                                                                   |
|        |             |        |       |                                                                                   |
|        | 32          | Броски | 37    |                                                                                   |

| 2012-12-30 20:00 | Словакия | 2:1 (OT) (0:0, 0:1, 1:0, 1:0) | Германия | Уфа-Арена Зрителей: 1578 |

| Отчёт | Отчёт      | Отчёт  | Отчёт | Отчёт                                                                           |
| ----- | ---------- | ------ | ----- | ------------------------------------------------------------------------------- |
|       |            |        |       |                                                                                 |
|       |            |        |       | Судьи: Микаэль Норд Микаэль Шёквист Линейные судьи: Роман Кадерли Антон Семёнов |
|       | Голы:      |        |       |                                                                                 |
|       | 0:1 :1 2:1 |        |       |                                                                                 |
|       |            |        |       |                                                                                 |
|       |            |        |       |                                                                                 |
|       |            |        |       |                                                                                 |
| 6 мин | Штраф      | 14 мин |       |                                                                                 |
|       |            |        |       |                                                                                 |
|       | 42         | Броски | 18    |                                                                                 |

| 2012-12-31 16:00 | США | 9:3 (5:2, 3:0, 1:1) | Словакия | Уфа-Арена Зрителей: 2160 |

| Отчёт  | Отчёт | Отчёт  | Отчёт | Отчёт                                                                      |
| ------ | ----- | ------ | ----- | -------------------------------------------------------------------------- |
|        |       |        |       |                                                                            |
|        |       |        |       | Судьи: Павел Годек Микаэль Норд Линейные судьи: Райвис Ючерс Маси Пуолакка |
|        |       |        |       |                                                                            |
|        |       |        |       |                                                                            |
|        |       |        |       |                                                                            |
|        |       |        |       |                                                                            |
|        |       |        |       |                                                                            |
| 37 мин | Штраф | 28 мин |       |                                                                            |
|        |       |        |       |                                                                            |
|        | 40    | Броски | 29    |                                                                            |

| 2012-12-31 20:00 | Россия | 1:4 (1:2, 0:1, 0:1) | Канада | Уфа-Арена Зрителей: 7988 |

| Отчёт                  | Отчёт                        | Отчёт | Отчёт                         | Отчёт                                                                       |
| ---------------------- | ---------------------------- | --- | ----------------------------- | --------------------------------------------------------------------------- |
|                        |                              | |                               |                                                                             |
|                        | Андрей Макаров — 00:00-58:56 | Вратари | 00:00-60:00 — Малкольм Суббан | Судьи: Гарри Думас Микаэль Шёквист Линейные судьи: Томми Джордж Петер Штанё |
|                        | Голы:                        | |                               | Судьи: Гарри Думас Микаэль Шёквист Линейные судьи: Томми Джордж Петер Штанё |
| Никита Кучеров — 17:36 | 0:1 0:2 1:2 1:3 1:4          | 14:04 — Дуги Хэмилтон (бол.) (Р. Нюджент-Хопкинс) 15:58 — Марк Шайфли (бол.) (Дж. Юбердо, Р. Нюджент-Хопкинс) 26:31 — Джонатан Друэн (Р. Нюджент-Хопкинс) 59:32 — Джонатан Юбердо (п.в.) |                               | Судьи: Гарри Думас Микаэль Шёквист Линейные судьи: Томми Джордж Петер Штанё |
|                        |                              | |                               | Судьи: Гарри Думас Микаэль Шёквист Линейные судьи: Томми Джордж Петер Штанё |
|                        |                              | |                               | Судьи: Гарри Думас Микаэль Шёквист Линейные судьи: Томми Джордж Петер Штанё |
|                        |                              | |                               | Судьи: Гарри Думас Микаэль Шёквист Линейные судьи: Томми Джордж Петер Штанё |
| 29 мин                 | Штраф                        | 4 мин |                               | Судьи: Гарри Думас Микаэль Шёквист Линейные судьи: Томми Джордж Петер Штанё |
|                        |                              | |                               |                                                                             |
|                        | 22                           | Броски | 48                            |                                                                             |

## Утешительный раунд
Учитываются результаты личных встреч предварительного раунда. Проигравшая все матчи сборная Латвии переходит в группу A первого дивизиона 2014 года.
| М | Сборная   | И | В | ВО | ПО | П | ШЗ | ШП | РШ  | О | Итог                                        |
| - | --------- | - | - | -- | -- | - | -- | -- | --- | - | ------------------------------------------- |
| 1 | Финляндия | 3 | 3 | 0  | 0  | 0 | 24 | 5  | +19 | 9 | Остаются в ТОП-дивизионе                    |
| 2 | Словакия  | 3 | 1 | 1  | 0  | 1 | 11 | 15 | −4  | 5 | Остаются в ТОП-дивизионе                    |
| 3 | Германия  | 3 | 1 | 0  | 1  | 1 | 6  | 12 | −6  | 4 | Остаются в ТОП-дивизионе                    |
| 4 | Латвия    | 3 | 0 | 0  | 0  | 3 | 6  | 15 | −9  | 0 | Переходит в группу A первого дивизиона 2014 |

Время местное (UTC+6).
| 2013-01-2 17:00 | Финляндия | 8:0 (1:0, 2:0, 5:0) | Германия | Дворец спорта Зрителей: 1308 |

| Отчёт | Отчёт                           | Отчёт  | Отчёт | Отчёт                                                                            |
| ----- | ------------------------------- | ------ | ----- | -------------------------------------------------------------------------------- |
|       |                                 |        |       |                                                                                  |
|       |                                 |        |       | Судьи: Сергей Кулаков Даниэль Штрикер Линейные судьи: Райвис Ючерс Дмитрий Сивов |
|       | Голы:                           |        |       |                                                                                  |
|       | 1:0 2:0 3:0 4:0 5:0 6:0 7:0 8:0 |        |       |                                                                                  |
|       |                                 |        |       |                                                                                  |
|       |                                 |        |       |                                                                                  |
|       |                                 |        |       |                                                                                  |
| 6 мин | Штраф                           | 16 мин |       |                                                                                  |
|       |                                 |        |       |                                                                                  |
|       | 56                              | Броски | 15    |                                                                                  |

| 2013-01-3 17:00 | Словакия | 5:3 (1:1, 2:0, 2:2) | Латвия | Дворец спорта Зрителей: 1457 |

| Отчёт | Отчёт | Отчёт  | Отчёт | Отчёт                                                                          |
| ----- | ----- | ------ | ----- | ------------------------------------------------------------------------------ |
|       |       |        |       |                                                                                |
|       |       |        |       | Судьи: Георгий Яблуков Яри Левонен Линейные судьи: Тобиас Хастер Дмитрий Сивов |
|       |       |        |       |                                                                                |
|       |       |        |       |                                                                                |
|       |       |        |       |                                                                                |
|       |       |        |       |                                                                                |
|       |       |        |       |                                                                                |
| 6 мин | Штраф | 8 мин  |       |                                                                                |
|       |       |        |       |                                                                                |
|       | 27    | Броски | 40    |                                                                                |

| 2013-01-4 15:00 | Германия | 5:2 (0:1, 3:0, 2:1) | Латвия | Дворец спорта Зрителей: 1382 |

| Отчёт  | Отчёт | Отчёт  | Отчёт | Отчёт                                                                               |
| ------ | ----- | ------ | ----- | ----------------------------------------------------------------------------------- |
|        |       |        |       |                                                                                     |
|        |       |        |       | Судьи: Роман Гофман Микаэль Шёквист Линейные судьи: Франсуа Дюссарель Роман Кадерли |
|        |       |        |       |                                                                                     |
|        |       |        |       |                                                                                     |
|        |       |        |       |                                                                                     |
|        |       |        |       |                                                                                     |
|        |       |        |       |                                                                                     |
| 12 мин | Штраф | 24 мин |       |                                                                                     |
|        |       |        |       |                                                                                     |
|        | 40    | Броски | 27    |                                                                                     |

| 2013-01-4 19:00 | Финляндия | 11:4 (3:0, 4:3, 4:1) | Словакия | Дворец спорта Зрителей: 1352 |

| Отчёт  | Отчёт                                                         | Отчёт  | Отчёт | Отчёт                                                                             |
| ------ | ------------------------------------------------------------- | ------ | ----- | --------------------------------------------------------------------------------- |
|        |                                                               |        |       |                                                                                   |
|        |                                                               |        |       | Судьи: Сергей Кулаков Даниэль Штрикер Линейные судьи: Тобиас Хастер Антон Семёнов |
|        | Голы:                                                         |        |       |                                                                                   |
|        | 1:0 2:0 3:0 4:0 5:0 6:0 6:1 6:2 6:3 7:3 7:4 8:4 9:4 10:4 11:4 |        |       |                                                                                   |
|        |                                                               |        |       |                                                                                   |
|        |                                                               |        |       |                                                                                   |
|        |                                                               |        |       |                                                                                   |
| 20 мин | Штраф                                                         | 8 мин  |       |                                                                                   |
|        |                                                               |        |       |                                                                                   |
|        | 36                                                            | Броски | 24    |                                                                                   |

## Плей-офф
|  | Четвертьфинал | Четвертьфинал | Четвертьфинал |  |  | Полуфинал | Полуфинал | Полуфинал |  |  | Финал | Финал  | Финал |
|  |               |               |               |  |  |           |           |           |  |  |       |        |       |
|  |               |               |               |  |  | A1        | Швеция    | 3         |  |  |       |        |       |
|  | B2            | Россия        | 4             |  |  | B2        | Россия    | 2         |  |  |       |        |       |
|  | A3            | Швейцария     | 3             |  |  |           |           |           |  |  | A1    | Швеция | 1     |
|  |               |               |               |  |  |           |           |           |  |  | В3    | США    | 3     |
|  |               |               |               |  |  | B1        | Канада    | 1         |  |  |       |        |       |
|  | A2            | Чехия         | 0             |  |  | В3        | США       | 5         |  |  |       |        |       |
|  | B3            | США           | 7             |  |  |           |           |           |  |  |       |        |       |

### Четвертьфинал
Время местное (UTC+6).
| 2013-01-2 15:00 | Чехия | 0:7 (0:1, 0:5, 0:1) | США | Уфа-Арена Зрителей: 3247 |

| Отчёт  | Отчёт                       | Отчёт  | Отчёт | Отчёт                                                                       |
| ------ | --------------------------- | ------ | ----- | --------------------------------------------------------------------------- |
|        |                             |        |       |                                                                             |
|        |                             |        |       | Судьи: Роман Гофман Пэт Смит Линейные судьи: Роман Кадерли Станислав Раминг |
|        | Голы:                       |        |       |                                                                             |
|        | 0:1 0:2 0:3 0:4 0:5 0:6 0:7 |        |       |                                                                             |
|        |                             |        |       |                                                                             |
|        |                             |        |       |                                                                             |
|        |                             |        |       |                                                                             |
| 44 мин | Штраф                       | 20 мин |       |                                                                             |
|        |                             |        |       |                                                                             |
|        | 31                          | Броски | 37    |                                                                             |

| 2013-01-2 19:00 | Россия | 4:3 (Б) (1:1, 1:1, 1:1, 0:0, 1:0) | Швейцария | Уфа-Арена Зрителей: 7530 |

| Отчёт | Отчёт                            | Отчёт | Отчёт                         | Отчёт                                                                       |
| --- | -------------------------------- | --- | ----------------------------- | --------------------------------------------------------------------------- |
| |                                  | |                               |                                                                             |
| | Андрей Василевский — 00:00-70:00 | Вратари | 00:00-70:00 — Мелвин Ниффелер | Судьи: Павел Годек Микаэль Норд Линейные судьи: Маси Пуолакка Антон Семёнов |
| | Голы:                            | |                               | Судьи: Павел Годек Микаэль Норд Линейные судьи: Маси Пуолакка Антон Семёнов |
| Александр Хохлачёв (бол.) — 06:07 (Н. Якупов, Н. Нестеров) Михаил Григоренко — 29:07 (Н. Кучеров) Никита Кучеров (бол.) — 58:21 (К. Дьяков, М. Григоренко) Никита Кучеров (поб. бул.) — 70:00 | 1:0 1:1 2:1 2:2 2:3 :3 4:3       | 10:05 — Кристоф Берчи (мен.) 32:37 — Мартин Несс (С. Гуэрра, Д. Симьон) 48:57 — Свен Андригетто (С. Гуэрра) |                               | Судьи: Павел Годек Микаэль Норд Линейные судьи: Маси Пуолакка Антон Семёнов |
| | Буллиты:                         | |                               | Судьи: Павел Годек Микаэль Норд Линейные судьи: Маси Пуолакка Антон Семёнов |
| Михаил Григоренко Наиль Якупов Никита Кучеров Михаил Григоренко Никита Кучеров |                                  | Таннер Рихард Кристоф Берчи Свен Андригетто Алессио Бертаджия Алессио Бертаджия                             |                               | Судьи: Павел Годек Микаэль Норд Линейные судьи: Маси Пуолакка Антон Семёнов |
| |                                  | |                               | Судьи: Павел Годек Микаэль Норд Линейные судьи: Маси Пуолакка Антон Семёнов |
| 16 мин | Штраф                            | 18 мин |                               | Судьи: Павел Годек Микаэль Норд Линейные судьи: Маси Пуолакка Антон Семёнов |
| |                                  | |                               |                                                                             |
| | 37                               | Броски | 44                            |                                                                             |

### Полуфинал
Время местное (UTC+6).
| 2013-01-3 15:00 | Канада | 1:5 (0:2, 0:2, 1:1) | США | Уфа-Арена Зрителей: 4781 |

| Отчёт  | Отчёт                   | Отчёт  | Отчёт | Отчёт                                                                           |
| ------ | ----------------------- | ------ | ----- | ------------------------------------------------------------------------------- |
|        |                         |        |       |                                                                                 |
|        |                         |        |       | Судьи: Дидье Масси Микаэль Шёквист Линейные судьи: Станислав Раминг Петер Штанё |
|        | Голы:                   |        |       |                                                                                 |
|        | 0:1 0:2 0:3 0:4 1:4 1:5 |        |       |                                                                                 |
|        |                         |        |       |                                                                                 |
|        |                         |        |       |                                                                                 |
|        |                         |        |       |                                                                                 |
| 16 мин | Штраф                   | 6 мин  |       |                                                                                 |
|        |                         |        |       |                                                                                 |
|        | 34                      | Броски | 42    |                                                                                 |

| 2013-01-3 19:00 | Швеция | 3:2 (Б) (2:0, 0:1, 0:1, 0:0, 1:0) | Россия | Уфа-Арена Зрителей: 7698 |

| Отчёт | Отчёт                          | Отчёт                                                                                            | Отчёт                            | Отчёт                                                                         |
| --- | ------------------------------ | ------------------------------------------------------------------------------------------------ | -------------------------------- | ----------------------------------------------------------------------------- |
| |                                |                                                                                                  |                                  |                                                                               |
| | Никлас Лундстрём — 00:00-60:00 | Вратари                                                                                          | 00:00-60:00 — Андрей Василевский | Судьи: Гарри Думас Стив Патафи Линейные судьи: Франсуа Дюссарель Томми Джордж |
| | Голы:                          |                                                                                                  |                                  | Судьи: Гарри Думас Стив Патафи Линейные судьи: Франсуа Дюссарель Томми Джордж |
| Элиас Линдхольм (бол.) — 06:35 (В. Раск, Э. Молин) Филип Форсберг — 09:38 (Р. Бенгтссон, Р. Хегг) Себастьян Колльберг (поб. бул.) | 1:0 2:0 2:1 2:2 3:2            | 27:32 — Андрей Миронов (Н. Якупов, К. Капустин) 47:56 — Михаил Григоренко (Н. Кучеров, Я. Косов) |                                  | Судьи: Гарри Думас Стив Патафи Линейные судьи: Франсуа Дюссарель Томми Джордж |
| | Буллиты:                       |                                                                                                  |                                  | Судьи: Гарри Думас Стив Патафи Линейные судьи: Франсуа Дюссарель Томми Джордж |
| Микаэль Викстранд Виктор Раск Себастьян Колльберг                                                                                 |                                | Михаил Григоренко Наиль Якупов Никита Кучеров                                                    |                                  | Судьи: Гарри Думас Стив Патафи Линейные судьи: Франсуа Дюссарель Томми Джордж |
| |                                |                                                                                                  |                                  | Судьи: Гарри Думас Стив Патафи Линейные судьи: Франсуа Дюссарель Томми Джордж |
| 2 мин | Штраф                          | 4 мин                                                                                            |                                  | Судьи: Гарри Думас Стив Патафи Линейные судьи: Франсуа Дюссарель Томми Джордж |
| |                                |                                                                                                  |                                  |                                                                               |
| | 41                             | Броски                                                                                           | 29                               |                                                                               |

### Матч за 5-е место
Время местное (UTC+6).
| 2013-01-4 19:00 | Чехия | 4:3 (0:1, 3:1, 1:1) | Швейцария | Уфа-Арена Зрителей: 1733 |

| Отчёт  | Отчёт | Отчёт  | Отчёт | Отчёт                                                                          |
| ------ | ----- | ------ | ----- | ------------------------------------------------------------------------------ |
|        |       |        |       |                                                                                |
|        |       |        |       | Судьи: Георгий Яблуков Яри Левонен Линейные судьи: Маси Пуолакка Дмитрий Сивов |
|        |       |        |       |                                                                                |
|        |       |        |       |                                                                                |
|        |       |        |       |                                                                                |
|        |       |        |       |                                                                                |
|        |       |        |       |                                                                                |
| 20 мин | Штраф | 20 мин |       |                                                                                |
|        |       |        |       |                                                                                |
|        | 37    | Броски | 23    |                                                                                |

### Матч за 3-е место
Время местное (UTC+6).
| 2013-01-5 15:00 | Канада | 5:6 (OT) (2:3, 2:1, 1:1, 0:1) | Россия | Уфа-Арена Зрителей: 7617 |

| Отчёт | Отчёт                                                          | Отчёт | Отчёт                        | Отчёт                                                                     |
| --- | -------------------------------------------------------------- | --- | ---------------------------- | ------------------------------------------------------------------------- |
| |                                                                | |                              |                                                                           |
| | Джордан Биннингтон — 00:00-07:54 Малкольм Суббан — 07:54-61:35 | Вратари | 00:00-61:35 — Андрей Макаров | Судьи: Гарри Думас Стив Патафи Линейные судьи: Томми Джордж Антон Семёнов |
| | Голы:                                                          | |                              | Судьи: Гарри Думас Стив Патафи Линейные судьи: Томми Джордж Антон Семёнов |
| Райан Нюджент-Хопкинс (бол.) — 06:58 (М. Шайфли) Джонатан Юбердо (бол.) — 15:51 (Р. Нюджент-Хопкинс, Р. Мерфи) Марк Шайфли (бол.) — 23:16 (Р. Нюджент-Хопкинс, Р. Мерфи) Райан Мерфи (бол.) — 32:53 (Р. Нюджент-Хопкинс, Дж. Юбердо) Бретт Ритчи — 50:46 (С. Харрингтон) | 0:1 0:2 1:2 1:3 2:3 3:3 3:4 :4 4:5 :5 5:6                      | 03:31 — Александр Хохлачёв (К. Дьяков, А. Яруллин) 04:56 — Наиль Якупов (бол.) (А. Яруллин, Н. Нестеров) 07:54 — Кирилл Дьяков (В. Ткачёв) 24:23 — Евгений Мозер (М. Шалунов) 41:00 — Наиль Якупов (бол.) (К. Капустин) 61:35 — Валерий Ничушкин (В. Ткачёв, А. Сергеев) |                              | Судьи: Гарри Думас Стив Патафи Линейные судьи: Томми Джордж Антон Семёнов |
| |                                                                | |                              | Судьи: Гарри Думас Стив Патафи Линейные судьи: Томми Джордж Антон Семёнов |
| |                                                                | |                              | Судьи: Гарри Думас Стив Патафи Линейные судьи: Томми Джордж Антон Семёнов |
| |                                                                | |                              | Судьи: Гарри Думас Стив Патафи Линейные судьи: Томми Джордж Антон Семёнов |
| 10 мин | Штраф                                                          | 10 мин |                              | Судьи: Гарри Думас Стив Патафи Линейные судьи: Томми Джордж Антон Семёнов |
| |                                                                | |                              |                                                                           |
| | 45                                                             | Броски | 25                           |                                                                           |

### Финал
Время местное (UTC+6).
| 2013-01-5 19:00 | Швеция | 1:3 (0:0, 1:2, 0:1) | США | Уфа-Арена Зрителей: 6001 |

| Отчёт                                      | Отчёт                          | Отчёт | Отчёт                     | Отчёт                                                                    |
| ------------------------------------------ | ------------------------------ | --- | ------------------------- | ------------------------------------------------------------------------ |
|                                            |                                | |                           |                                                                          |
|                                            | Никлас Лундстрём — 00:00-58:20 | Вратари | 00:00-60:00 — Джон Гибсон | Судьи: Дидье Масси Пэт Смит Линейные судьи: Станислав Раминг Петер Штанё |
|                                            | Голы:                          | |                           | Судьи: Дидье Масси Пэт Смит Линейные судьи: Станислав Раминг Петер Штанё |
| Филип Сандберг (бол.) — 21:09 (Р. Ракелль) | 1:0 1:1 1:2 1:3                | 27:42 — Рокко Гримальди (П. Зилофф, В. Трочек) 30:27 — Рокко Гримальди (Дж. Труба) 59:44 — Винсент Трочек (п.в.) (Джей Ти Миллер) |                           | Судьи: Дидье Масси Пэт Смит Линейные судьи: Станислав Раминг Петер Штанё |
|                                            |                                | |                           | Судьи: Дидье Масси Пэт Смит Линейные судьи: Станислав Раминг Петер Штанё |
|                                            |                                | |                           | Судьи: Дидье Масси Пэт Смит Линейные судьи: Станислав Раминг Петер Штанё |
|                                            |                                | |                           | Судьи: Дидье Масси Пэт Смит Линейные судьи: Станислав Раминг Петер Штанё |
| 8 мин                                      | Штраф                          | 8 мин |                           | Судьи: Дидье Масси Пэт Смит Линейные судьи: Станислав Раминг Петер Штанё |
|                                            |                                | |                           |                                                                          |
|                                            | 27                             | Броски | 34                        |                                                                          |

## Рейтинг и статистика

### Итоговое положение команд
| 1   | США       |
| 2   | Швеция    |
| 3   | Россия    |
| 4.  | Канада    |
| 5.  | Чехия     |
| 6.  | Швейцария |
| 7.  | Финляндия |
| 8.  | Словакия  |
| 9.  | Германия  |
| 10. | Латвия    |

| Чемпион мира по хоккею с шайбой среди молодёжных команд 2013 |
| США Третий титул                                             |

| Переходит в группу A первого дивизиона 2014 |

### Лучшие бомбардиры
| Игрок                 | И | Г | П  | О  | Штр | +/− |
| --------------------- | - | - | -- | -- | --- | --- |
| Райан Нюджент-Хопкинс | 6 | 4 | 11 | 15 | 4   | +6  |
| Йоэль Армиа           | 6 | 6 | 6  | 12 | 12  | 0   |
| Маркус Гранлунд       | 6 | 5 | 7  | 12 | 4   | −1  |
| Теуво Терявяйнен      | 6 | 5 | 6  | 11 | 2   | +6  |
| Джонни Годро          | 7 | 7 | 2  | 9  | 4   | +2  |
| Марко Данё            | 6 | 4 | 5  | 9  | 12  | −1  |
| Джейкоб Труба         | 7 | 4 | 5  | 9  | 10  | +2  |
| Джонатан Юбердо       | 6 | 3 | 6  | 9  | 4   | 0   |
| Джей Ти Миллер        | 7 | 2 | 7  | 9  | 2   | +5  |

Примечание: И = Количество проведённых игр; Г = Голы; П = Голевые передачи; О = Очки; Штр = Штрафное время; +/− = Плюс-минус
По данным: IIHF.com

### Лучшие вратари
В списке вратари, сыгравшие не менее 40 % от всего игрового времени их сборной.
| Игрок              | ВП     | Бр  | ПШ | КН   | %ОБ   | И"0" |
| ------------------ | ------ | --- | -- | ---- | ----- | ---- |
| Джон Гибсон        | 398:07 | 202 | 9  | 1.36 | 95.54 | 1    |
| Андрей Василевский | 264:50 | 160 | 8  | 1.81 | 95.00 | 1    |
| Никлас Лундстрём   | 224:25 | 107 | 6  | 1.60 | 94.39 | 0    |
| Андрей Макаров     | 180:31 | 134 | 9  | 2.99 | 93.28 | 0    |
| Мелвин Ниффелер    | 261:39 | 164 | 16 | 3.67 | 90.24 | 0    |

Примечание: ВП = Время на площадке; Бр = Броски по воротам; ПШ = Пропущено шайб; КН = Коэффициент надёжности; %ОБ = Процент отражённых бросков; И"0" = «Сухие игры»
По данным: IIHF.com

### Индивидуальные награды
Директорат турнира выбирал лучших игроков в своём амплуа. Журналисты, работавшие на чемпионате мира, называли самого ценного игрока (MVP) и выбирали Сборную всех звёзд. Тренерские штабы участвовавших сборных определили по три лучших хоккеиста в каждой команде.
| Самый ценный игрок (MVP) |
| ------------------------ |
| Джон Гибсон              |

| Лучшие игроки | Лучшие игроки         |
| ------------- | --------------------- |
| Вратарь       | Джон Гибсон           |
| Защитник      | Джейкоб Труба         |
| Нападающий    | Райан Нюджент-Хопкинс |

| Сборная всех звёзд | Сборная всех звёзд                                    |
| ------------------ | ----------------------------------------------------- |
| Вратарь            | Джон Гибсон                                           |
| Защитники          | Джейкоб Труба — Джейк Маккейб                         |
| Нападающие         | Райан Нюджент-Хопкинс — Джонни Годро — Филип Форсберг |

| Лучшие игроки команд по версии тренеров | Лучшие игроки команд по версии тренеров | Лучшие игроки команд по версии тренеров | Лучшие игроки команд по версии тренеров |
| --------------------------------------- | --------------------------------------- | --------------------------------------- | --------------------------------------- |
| Канада                                  | Райан Нюджент-Хопкинс                   | Скотт Харрингтон                        | Марк Шайфли                             |
| Чехия                                   | Дмитрий Яшкин                           | Томаш Хертл                             | Патрик Бартошак                         |
| Финляндия                               | Вилле Покка                             | Петтери Линдбом                         | Маркус Гранлунд                         |
| Германия                                | Марвин Кюппер                           | Тобиас Ридер                            | Леон Драйзайтль                         |
| Латвия                                  | Артур Кузменков                         | Никита Евпалов                          | Теодорс Блугерс                         |
| Россия                                  | Андрей Василевский                      | Никита Нестеров                         | Михаил Григоренко                       |
| Швейцария                               | Мелвин Ниффелер                         | Кристиан Марти                          | Дин Кукан                               |
| Словакия                                | Марко Данё                              | Томаш Микуш                             | Андрей Биреш                            |
| Швеция                                  | Микаэль Викстранд                       | Никлас Лундстрём                        | Филип Форсберг                          |
| США                                     | Джонни Годро                            | Джон Гибсон                             | Джейкоб Труба                           |

По данным: IIHF.com

## Первый дивизион
Группа A
Турнир в группе A первого дивизиона проходил с 9 по 15 декабря 2012 года в Амьене, Франция. Занявшая первое место сборная Норвегии квалифицировалась в ТОП-дивизион. Хозяева турнира, сборная Франции, заняла последнее место и по итогам турнира перешла в группу B первого дивизиона.
| М | Сборная  | И | В | ВО | ПО | П | ШЗ | ШП | РШ  | О  | Итог                                        |
| - | -------- | - | - | -- | -- | - | -- | -- | --- | -- | ------------------------------------------- |
| 1 | Норвегия | 5 | 4 | 1  | 0  | 0 | 19 | 7  | +12 | 14 | Выходит в ТОП-дивизион 2014                 |
| 2 | Беларусь | 5 | 4 | 0  | 0  | 1 | 19 | 8  | +11 | 12 | Остаются в группе A первого дивизиона       |
| 3 | Дания    | 5 | 3 | 0  | 1  | 1 | 20 | 15 | +5  | 10 | Остаются в группе A первого дивизиона       |
| 4 | Словения | 5 | 1 | 1  | 0  | 3 | 13 | 14 | −1  | 5  | Остаются в группе A первого дивизиона       |
| 5 | Австрия  | 5 | 1 | 0  | 1  | 3 | 13 | 21 | −8  | 4  | Остаются в группе A первого дивизиона       |
| 6 | Франция  | 5 | 0 | 0  | 0  | 5 | 9  | 28 | −19 | 0  | Переходит в группу B первого дивизиона 2014 |

Группа B
Турнир в группе B первого дивизиона проходил с 10 по 16 декабря 2012 года в Донецке, Украина. Занявшая первое место сборная Польши квалифицировалась в группу A первого дивизиона. Сборная Хорватии проиграла все матчи и по итогам турнира перешла в группу A второго дивизиона.
| М | Сборная        | И | В | ВО | ПО | П | ШЗ | ШП | РШ  | О  | Итог                                        |
| - | -------------- | - | - | -- | -- | - | -- | -- | --- | -- | ------------------------------------------- |
| 1 | Польша         | 5 | 4 | 0  | 0  | 1 | 20 | 9  | +11 | 12 | Выходит в группу A первого дивизиона 2014   |
| 2 | Казахстан      | 5 | 3 | 1  | 0  | 1 | 16 | 9  | +7  | 11 | Остаются в группе B первого дивизиона       |
| 3 | Италия         | 5 | 3 | 0  | 0  | 2 | 15 | 6  | +9  | 9  | Остаются в группе B первого дивизиона       |
| 4 | Украина        | 5 | 2 | 1  | 1  | 1 | 8  | 7  | +1  | 9  | Остаются в группе B первого дивизиона       |
| 5 | Великобритания | 5 | 1 | 0  | 1  | 3 | 8  | 18 | −10 | 4  | Остаются в группе B первого дивизиона       |
| 6 | Хорватия       | 5 | 0 | 0  | 0  | 5 | 1  | 19 | −18 | 0  | Переходит в группу А второго дивизиона 2014 |

## Второй дивизион
Группа A
Турнир в группе A второго дивизиона проходил с 9 по 15 декабря 2012 года в Брашове, Румыния. Занявшая первое место сборная Японии квалифицировалась в группу B первого дивизиона. Проигравшая во всех матчах сборная Испании заняла последнее место и по итогам турнира перешла в группу B второго дивизиона.
| М | Сборная    | И | В | ВО | ПО | П | ШЗ | ШП | РШ  | О  | Итог                                        |
| - | ---------- | - | - | -- | -- | - | -- | -- | --- | -- | ------------------------------------------- |
| 1 | Япония     | 5 | 5 | 0  | 0  | 0 | 31 | 8  | +23 | 15 | Выходит в группу B первого дивизиона 2014   |
| 2 | Венгрия    | 5 | 3 | 1  | 0  | 1 | 22 | 16 | +6  | 11 | Остаются в группе A второго дивизиона       |
| 3 | Румыния    | 5 | 3 | 0  | 0  | 2 | 18 | 19 | −1  | 9  | Остаются в группе A второго дивизиона       |
| 4 | Нидерланды | 5 | 2 | 0  | 1  | 2 | 17 | 23 | −6  | 7  | Остаются в группе A второго дивизиона       |
| 5 | Литва      | 5 | 1 | 0  | 0  | 4 | 14 | 19 | −5  | 3  | Остаются в группе A второго дивизиона       |
| 6 | Испания    | 5 | 0 | 0  | 0  | 5 | 12 | 29 | −17 | 0  | Переходит в группу B второго дивизиона 2014 |

Группа B
Турнир в группе B второго дивизиона проходил с 12 по 18 января 2013 года в Белграде, Сербия. Занявшая первое место сборная Эстонии квалифицировалась в группу A первого дивизиона. Сборная Бельгии проиграла все матчи и по итогам турнира перешла в третий дивизион.
| М | Сборная          | И | В | ВО | ПО | П | ШЗ | ШП | РШ  | О  | Итог                                      |
| - | ---------------- | - | - | -- | -- | - | -- | -- | --- | -- | ----------------------------------------- |
| 1 | Эстония          | 5 | 5 | 0  | 0  | 0 | 62 | 6  | +56 | 15 | Выходит в группу A второго дивизиона 2014 |
| 2 | Республика Корея | 5 | 4 | 0  | 0  | 1 | 23 | 14 | +9  | 12 | Остаются в группе B второго дивизиона     |
| 3 | Сербия           | 5 | 2 | 0  | 0  | 3 | 17 | 21 | −4  | 6  | Остаются в группе B второго дивизиона     |
| 4 | Австралия        | 5 | 2 | 0  | 0  | 3 | 17 | 22 | −5  | 6  | Остаются в группе B второго дивизиона     |
| 5 | Исландия         | 5 | 2 | 0  | 0  | 3 | 12 | 29 | −17 | 6  | Остаются в группе B второго дивизиона     |
| 6 | Бельгия          | 5 | 0 | 0  | 0  | 5 | 13 | 47 | −34 | 0  | Переходит в третий дивизион 2014          |

## Третий дивизион
Турнир в группе B второго дивизиона проходил с 14 по 20 января 2013 года в Софии, Болгария. Перед стартом соревнования сборная ОАЭ была дисквалифицирована из-за того, что у них было заявлено лишь 13 хоккеистов, в то время как минимальное число хоккеистов в заявке на турнир — 15. Сборной ОАЭ, дебютировавшей на чемпионатах мира, но так и не сыгравшей одной игры, было засчитано техническое поражение во всех матчах со счётом 5:0. Тем не менее, сборная ОАЭ сыграла вне зачёта с каждой участвующей командой турнира по одному товарищескому матчу, которые состоялись в установленное перед началом турнира время. Победителем третьего дивизиона стала сборная Китая, которая получила право сыграть в следующем сезоне в группе B второго дивизиона.
| М | Сборная        | И | В | ВО | ПО | П | ШЗ | ШП | РШ  | О  | Итог                                      |
| - | -------------- | - | - | -- | -- | - | -- | -- | --- | -- | ----------------------------------------- |
| 1 | Китай          | 5 | 5 | 0  | 0  | 0 | 32 | 6  | +26 | 15 | Выходит в группу B второго дивизиона 2014 |
| 2 | Болгария       | 5 | 4 | 0  | 0  | 1 | 19 | 14 | +5  | 12 | Остаются в третьем дивизионе              |
| 3 | Новая Зеландия | 5 | 3 | 0  | 0  | 2 | 13 | 12 | +1  | 9  | Остаются в третьем дивизионе              |
| 4 | Мексика        | 5 | 2 | 0  | 0  | 3 | 18 | 12 | +6  | 6  | Остаются в третьем дивизионе              |
| 5 | Турция         | 5 | 1 | 0  | 0  | 4 | 15 | 28 | −13 | 3  | Остаются в третьем дивизионе              |
| 6 | ОАЭ            | 5 | 0 | 0  | 0  | 5 | 0  | 25 | −25 | 0  | Остаются в третьем дивизионе              |